# Парадоксы мистера Понда
«Парадо́ксы ми́стера По́нда» — сборник рассказов английского писателя Гилберта Кита Честертона, выпущенный в 1936 году, после смерти автора. Главный герой — мистер Понд (в рассказах он не назван по имени), государственный служащий, склонный к парадоксальным, неожиданным для собеседника, утверждениям. Также среди героев, появляющихся более чем в одном произведении сборника, фигурируют друзья Понда — сэр Хьюберт Уоттон, дипломат, и капитан Гэхеген, ирландец по национальности. Сборник включает в себя восемь рассказов:
- Три всадника из апокалипсиса (The Three Horsemen of Apocalypse)
- Преступление капитана Гэхегена (The Crime of Captain Gahagan)
- Когда доктора соглашаются (When Doctors Agree)
- Понд-простофиля (Pond the Pantaloon)
- Человек, о котором нельзя говорить (The Unmentionable Man)
- Перстень прелюбодеев (Ring of Lovers)
- Ужасный трубадур (The Terrible Troubadour)
- Ходульная история (A Tall Story)

## Рассказы
Три всадника из апокалипсиса
Мистер Понд рассказывает своему другу Уоттону историю, связанную с польским поэтом Павлом Петровским, который был приговорён к смертной казни прусским маршалом. По утверждению рассказчика, казнь поэта не удалась из-за того, что прусские солдаты скрупулёзно выполнили приказы маршала.
Преступление капитана Гэхегена
Рассказ построен вокруг убийства, в котором подозревают капитана Гэхегена — общего друга мистера Понда и жены жертвы. Парадокс в данном случае заключается в том, что три разные знакомые Гэхегена, услышав от него практически одинаковые сообщения, понимают их совершенно по-разному.
Когда доктора соглашаются
Название связано с приводимой в тексте рассказа пословице "Кому решать, если врачи не согласны друг с другом?".
Понд-простофиля
В рассказе повествуется о событиях, случившихся при отправке неких секретных государственных документов (их содержание не раскрывается) в особый отдел лондонского правительства. В отправке участвуют Уоттон, Понд, а также сыщик из Скотланд-Ярда Дайер.
Человек, о котором нельзя говорить
Понд рассказывает о своей поездке в неназванную страну. Героя занимает встреченный им загадочный человек, которого все называют мсье Луи, пользующийся удивительной популярностью у окружающих.
Перстень прелюбодеев
Гэхеген рассказывает об истории, случившейся на коктейле у лорда Кроума и его жены. Хозяин демонстрирует гостям старинный перстень с рубинами и спустя некоторое время объявляет, что тот пропал.
Ужасный трубадур
Знакомый капитана Гэхегена, викарий Уайтуэйз, обвиняет его в убийстве соперника — художника Айрса. Однако при изучении история оказывается совсем другой, чем виделось изначально.
Ходульная история
Понд и его друзья вспоминают историю, случившуюся во время войны в некоем курортном месте. Понд разгадывает убийство своего помощника и кражу плана минных заграждений в гавани.